# Большой Хатынгнах (приток Колымы)
Большой Хатынгнах (устар. Большой Хатыннах) — река в Тенькинском городском округе Магаданской области России. Длина реки — 76 км, площадь водосборного бассейна 1020 км².
Исток Большого Хатынгнаха находится на Охотско-Колымском нагорье, на высоте около 1300 м, течёт почти строго на север Впадает в реку Колыма справа, у бывшего посёлка Хатыннах, на расстоянии 2083 км от устья.
По данным государственного водного реестра России относится к Анадыро-Колымскому бассейновому округу.